# Черемуха (Астраханська область)
Черемуха (рос. Черёмуха) — село у Красноярському районі Астраханської області Російської Федерації.
Населення становить 1214 осіб. Входить до складу муніципального утворення Красноярська сільрада.

## Історія
Населений пункт розташований на території українського етнічного та культурного краю Жовтий Клин. Від 1925 року належить до Красноярського району.
Згідно із законом від 6 серпня 2004 року органом місцевого самоврядування є Красноярська сільрада.

## Населення
| 2002 | 2010  | 2012  | 2013  | 2014  | 2015  |
| ---- | ----- | ----- | ----- | ----- | ----- |
| 1164 | ↘1157 | ↗1170 | ↗1174 | ↗1186 | ↗1214 |